# Eadie Adams
Eadie Adams (Chicago, 8 d'agost de 1907 - Palm Springs, 30 de març de 1983) fou una actriu de cinema estatunidenca. Va aparèixer en unes quantes pel·lícules entre 1935 i 1937, entre elles Big City, The 13th Man, After the Thin Man, Sinner Take All, Reckless, I'll Love You Always i Restless Knights